# Friedrich August Rüder
Friedrich August Rüder (* 26. Januar 1762 in Eutin; † 8. Dezember 1856 in Leipzig) war ein deutscher Jurist, Journalist und Publizist.

## Leben
Rüder studierte in Göttingen und Straßburg Rechtswissenschaften. Später war er mehrere Jahre Privatsekretär des Oldenburgischen Ministers Graf Friedrich Levin von Holmer. 1792 wurde er Landesgerichtssekretär in Oldenburg, sodann 1797 Amtsverwalter in Landwürden und 1811 Hypothekenbewahrer und Domäneneinnehmer in Oldenburg. Anfang Juni 1813 bis Mai 1814 war er als Nachfolger von Augustus Abendroth Bürgermeister (Maire) von Hamburg während der Endphase der Hamburger Franzosenzeit. Nach Aufhebung der französischen Besatzung lebte Rüder bis 1816 ohne Anstellung in Holstein und siedelte 1821 nach Leipzig über, wo er als Publizist tätig war.

## Schriften
- Blicke in das Ständewesen und in die Entwicklung der Landes- und Gutshoheit in Holstein, 1810.
- Winke für die Bildung des holsteinischen Landtages und seiner Verfassung, 1817.
- Was kann die Regierung für Holsteins Wohlfahrt vor Berufung des Landtags thun?, 1817.
- Das türkische Reich in Beziehung auf seine fernere Entwicklung und die Sache der Griechen, 1822. 2. Ausg., 1828.
- Der Freiheitskampf der Griechen wider die Türken, 1822. In Verbindung mit Friedrich Gleich und Gerhard Anton von Halem.
- Politische Schriften, 1823.

Weiterhin redigierte er von 1818 bis 1820 das von Friedrich Justin Bertuch begründete Oppositionsblatt, bearbeitete 1823 die in Band 22 des geographischen Lesebuchs Neueste Länder- und Völkerkunde befindliche „Geographische Beschreibung von Hessen und Mecklenburg“ und besorgte den 4. Band der Lüders'schen Jahresschrift Europa. 1831 bis 1834 gab er Genealogisch-statistisches Handbuch heraus und bearbeitete von 1824 bis 1828 die 31. Ausgabe von Johann Hübners Reales Staats- und Zeitungs-Lexicon, 4 Bde. Nach dem Tod von Gotthilf Heinrich Schnee redigierte er ab 1831 die Landwirthschaftliche Zeitung.

## Ehrungen
Nach Rüder ist die Friedrich-Rüder-Straße im Oldenburger Gerichtsviertel benannt.